# Cyperoideae

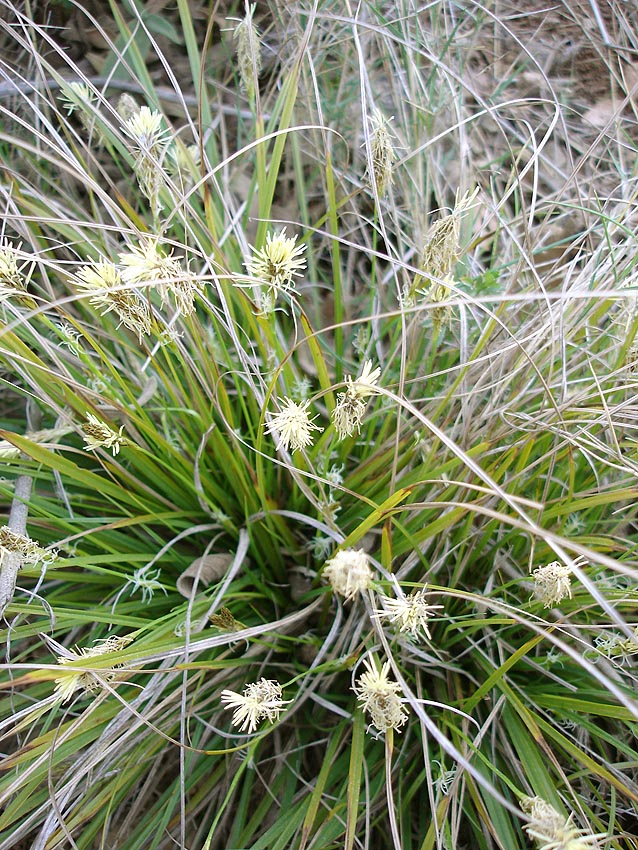
Carex

Cyperoideae, na classificação taxonômica de Jussieu (1789), é uma ordem botânica da classe Monocotyledones com estames hipogínicos (quando os estames se inserem no receptáculo da flor abaixo do nível do ovário).
Apresenta os seguintes gêneros:
- Carex, Fuirena, Schaenus, Gahnia, Eriophorum, Scirpus, Thryocephalum, Killingia, Mapania, Chrysitrix.